# 왕준 (후한)
왕준(王遵, ? ~ ?)은 중국 후한 시대의 정치가이다.

## 사적
서기 25년, 왕조(王調)가 낙랑 태수 유헌(劉憲)을 죽이고 낙랑 태수라 칭하며 반란을 일으켰다. 이에 후한 태조 광무제는 왕조의 반란을 토벌하기 위해 왕준을 낙랑 태수로 삼아 파견하였다. 이때 산동성 출신의 왕굉(王閎)은 양읍(楊邑)과 협력하여 왕조를 암살하고, 새로운 낙랑 태수 왕준을 맞이 하였다.
그 후 그의 대한 사적은 찾아볼 수 없다.

## 같이 보기
- 왕준 (낙랑)
- 왕굉
- 왕조
- 왕경